# Secret Town
Secret Town ist ein gemeindefreies Gebiet im Placer County im US-Bundesstaat Kalifornien. Es liegt acht Kilometer nordöstlich von Colfax in einer Höhe von 885 m über dem Meeresspiegel.

## Name
Secret Town ist vor allem wegen seines ungewöhnlichen Ortsnamens bekannt. Nachdem Prospektoren Gold in der Nähe gefunden hatten, wollten die Goldsucher den Ort geheim halten, was zu dem ungewöhnlichen Namen führte.

## Eisenbahnbrücke und Bahndamm
Die 335 m lange und 29 m hohe hölzerne Trestle-Brücke der Central Pacific Railroad wurde wegen der Brandgefahr durch den Funkenflug der sie überquerenden Dampflokomotiven wie die meisten Brücken dieser Strecke aufgefüllt, um einen Bahndamm zu errichten.